# 6450 Masahikohayashi
A 6450 Masahikohayashi (ideiglenes jelöléssel (6450) 1991 GV1) a Naprendszer kisbolygóövében található aszteroida. Eleanor F. Helin fedezte fel 1991. április 9-én.